# Сицилијански ратови
Сицилијански или грчко-пунски ратови је назив за оружане сукобе између Картагине с једне и старогрчких колонија Велике Грчке који су се између 600. и 265. п. н. е. водили око доминације над западним Медитераном, односно контроле над Сицилијом. Представљају један од најдужих оружаних сукоба у античкој историји, а завршили су без јасног побједника, створивши предуслове за Пунске ратове.

## Позадина
Сицилијански ратови свој коријен имају у феничанској и грчкој колонизацији западног Медитерана у првој половини 1. миленијума п. н. е., која је укључивала и Сицилију. Прве феничке колоније на Сицилији су основане око 900. п. н. е. те су се поступно развиле у градове као што су Мотија, Панорм и Солунт. Грчке колоније су се појавиле око 750. п. н. е.
Између Феничана и Грка испочетка није било сукоба. Међутим, супарништво између грчких колонија, засновано на подјели Јонце и Дорце, с временом је изазивало сукобе како између самих колонија, тако и између колониста и сицилијанских домородаца, који су се, поготово пред агресивним Дорцима, повлачили у унутрашњост.
Истовремено се Картагина, једна од феничанских колонија, почела профилирати у економску, а касније политичку и војну силу. Док су феничански градови на Леванту традиционално избјегавали ратове и стварање војски, преферирајући савезништво с моћнијим државама у сусједству, Картагина је у недостатку великих држава на западном Медитерану сама стварала војну силу. Тај се процес интензивирао у 6. вијеку п. н. е. за вријеме династије Магонида, чији су представници Картагину претворили у предводника и хегемона свих феничанских колонија у сукобу с грчким колонијама.
Године 580. п. н. е. на Сицилији је забиљежен први велики сукоб између феничанских и грчких колонија, при чему су Феничанима у борби против грчког Селинунта помогли домаћи Елимљани. Четрдесет година касније је Картагина послала експедицију под Малхом која је успјела све феничанске колоније ставити под њену контролу. Сљедећи велики окршај се збио седамдесет година касније када је прогнани спартански принц Дориеј покушао освојити елимљански град Сегесту. Картагињани су га поразили и уништили град Хераклеју Миноу.
Дориеј је уништен иако је за помоћ молио сроднике из Грчке, укљујучујући брата Леониду. Колонисти су тада схватили да се у сукобима с Картагином могу ослањати само на своје снаге, а ту су чињеницу, између осталог, искористили и дорске војсковође који су се почетком 5. вијека п. н. е. наметнули као тирани сицилијанским градовима. Међу њима су се посебно истакнули Клеандер и Хипократ из Геле, те Гелон који је освојио Сиракузу и од ње учинио пријестоницу велике државе. Када је Гелон склопио савез са Тероном од Акграгаса створен је снажан дорски блок који је доминирао источним и јужним дијелом острва.
Око године 483. п. н. е. јонски градови — Региј и Химера — су се обратили за помоћ Картагини, чиме су створени предувслови за Први сицилијански рат.

## Први сицилијански рат
Одлучивши помоћи Терилу да се врати на власт у Химеру, Картагињани су до 480. п. н. е. под Хамилкаром Магонидом окупили огромну војску, којој антички извори припусују снагу од око 300.000 људи. Старогрчки историчари су тврдили како су се Картагињани покренули у савезу с персијским краљем Ксерксом који је исте године кренуо у свој велики поход на Грчку; савремени историчари тврде да за то нема доказа.
Картагињанска армада се искрцала код Зиза (Панорм, данашњи Палермо) и кренула марширати према Химери, у којој се утврдила Теронова војска из Акрагаса. Након неколико краћих окршаја, Химери су у помоћ стигле сиракушке снаге под Гелоном те су у великој бици уништиле картагињанску војску.
Картагина је убрзо након тога пристала на мир; Сиракуза и Акрагас, вјероватно и саме исцрпљене, су се задовољиле симболичном одштетом, не инсистирајући на промјени територије. Јонске колоније — дотадашњи картагински савезници — пристале су на дорску хегемонију. Одустајањем од Картагине од даље експанзије, створили су се услови за процват грчке културе и економије на Сицилији, који ће трајати око седамдесет година.

## Други сицилијански рат
Дуготрајни мир и благостање грчких полиса на Сицилији су с временом почеле нагризати како страначке борбе у самој Сиракузи, које су довеле до слабљења њене хегемоније, тако и међусобне размирице које се почињу надовезивати на супарништво Атине и Спарте, односно Пелопонески рат у Грчкој. Године 413. п. н. е. је Сиракуза успјешно сузбила атински покушај да овлада Сицилијом у Сицилијанској експедицији, али је при томе битно исцрпљена.
У међувремену се Картагина територијално проширила на унутрашњост данашњег Туниса, односно обалу Либије, чиме је стекла додатне изворе приходе, али и људства за војне походе. Као и прије седамдесет година, повод за картагинску интервенцију је био позив у помоћ од стране једног сицилијанског полиса. Сегеста, на чији су формални позив Атињани били послали своју експедицију, нашла се угрожена од Селинунта, те затражила помоћ од Картагина.
Картагина је 410. п. н. е. на Сицилију послала велику војску на челу с Ханибалом Магоном. Након безуспјешног покушаја да се спор између два полиса ријеши мирним путем, Картагињани су у бици код Селинунта 409. п. н. е. поразили и освојили Селинунт, а потом, упркос интервенције Сиракузе, у другој бици код Химере освојили и уништили Химеру. Ханибал Магон се након тога тријумфално вратио у Картагину.
Рат против Картагињана и њихових савезника је наставио одметнути сиракушки војсковођа Хермократ, због чега је 406. п. н. е. Ханибал Магон покренуо нову велику експедицију, овај пут против најјачих грчких полиса. Иако је умро од куге за вријеме опсаде Акрагаса, његов насљедник Химилкон је успио освојити не само Акрагас, него и Гелу. Избијање нове епидемије у картагинској војсци је највјеројатније спријечило да падне Сиракуза, али је њен тиранин Дионисије Старији био присиљен на мировни споразум којим су готово сви грчки полиси постали вазали Картагине. У том је тренутку картагинска власт над Сицилијом била на врхунцу.
Након што је консолидовао своје снаге, Дионисије је 398. п. н. е. прекршио мировни уговор и опсјео, освојио и разорио картагинско упориште Мотија на западу острва. Химилкон је одмах покренуо противофанзиву, освојио Мотију, заузео Месину, те након поморске битка код Катане|битке код Катане 397. п. н. е. ставио Сиракузу под опсаду. Године 396. п. н. е. је епидемија у картагинским редовима довела до привременог прекида непријатељстава. Дионисије је 396. п. н. е. покренуо нови поход и опљачкао феничански град Солунт, а три године касније се суочио с новим походом кога је овај пут водио Химилконов насљедник Магон. Магонови покушаји да поновно заузме Месину и продре у централну Сицилију су неуспјели, п је потписан још један мировни уговор.
Мир се одржао до 383. п. н. е. када је Дионисије поновно покренуо непријатељства. Овај пут су Картагињанима у помоћ дошли грчки полиси из јужне Италије, присиливши Дионисија да ратује на два фронта. Упркос томе 378. п. н. е. је успио натјерати Картагињане да моле за мир. Његов захтјев да Картагињани потпуно напусте Сицилију, а у бици код Кронијума 376. п. н. е. ратна срећа се поновно окренула и сиракушка војска је поражена. Дионизије је овај пут присиљен на мировни споразум којим признаје картагинску власт над западом острва и да мора платити 1000 таланата ратне одштете.
Дионисије је посљедњи пут покренуо поход на Картагињане 368. п. н. е. и опсјео Лилибеј. Његова смрт сљедеће године је прекинула рат, а нови тиранин Дион склопио мировни уговор којим су као граница картагинских посједа утврђене ријеке Халкијада и Химера.
Картагињани су мир прекршили 345. п. н. е. искористивши грађански рат у Сиракузи. Интервенција на челу с командантом по имену Магон није успјела, те је он извршио самоубиство. Године 343. п. н. е. је у Сиракузи власт преузео коринтски војсковођа Тимолеон те 341. п. н. е. Картагињанима нанио пораз у бици на Кримису. Картагињани су присиљени на мировни уговор који је потврдио status quo.

## Трећи сицилијански рат
Агастокле, сиракушки тиран, је 315. п. н. е. освојио град Месену, данашњу Месину. Он је 311. п. н. е. напао последњи картагински посед, којим је прекршио услове важећег мира, и опсео Акрагас. Хамилкар, унук Ханона Морепловца, је успјешно предводио картагински противнапад. До. 310. п. н. е. он је контролисао скоро цијелу Сицилију и опсео саму Сиракузу.
У очајању, Агастокле је у тајности повео експедицију од 14.000 људи на афричко копно, надајући се да ће се спасити водећи контранапад на саму Картагину. У овоме је имао успјеха; Картагина је била принуђена да повуче Хамилкара и већину његове војске са Сицилије да се суоче са новом и неочекиваном претњом. Две армије су се сукобиле у бици изван Картагине. Картагинска војска, под Хамилкаром и Ханонон, је поражена. Агастокле и његова војска су опсели Картагину, али су их њене непробојне зидине одбиле. Умјесто тога, Грци су се задовољили окупацијом сјеверног Туниса све док нису поражени двије године касније 307. п. н. е. Сам Агастокле је побјегао назад на Сицилију и изборио мировни споразум са Картагињанима, којим је Сиракуза остала центар грчке моћи на Сицилији, мада је изгубила много од своје моћи и стратешки важан град Месену.

## Послиједице
Након што је Агастокле затражио мир, Картагина је уживала у краткотрајном, неоспореном периоду контроле над Сицилијом, која се окончала Пировим ратом. Сицилијанска Пирова експедиција, која је била друга фаза Пировог рата (280. п. н. е.-265. п. н. е.), се може сматрати последњим дијелом грчко-пунских ратова, мада се углавном на посматра тако. Пир Велики је дошао на Сицилију да спасе острво од Картигињана. Освојио је Палермо, Ерикс и Јајтијас, али опсада Лилибаја није успјела, па се вратио у Италију. Рим, упркос својој близини Сицилије, није био умјешан у Сицилијанске ратове током 5. и 4. вијека п. н. е. због своје заузетости борбом за ослобођење од Етрураца и освајањем Апенинског полуострва током 4. вијека. Међутим, касније римско мијешање у ствари на Сицилији је окончало неријешене сукобе на острву.